# Haetera diaphana
Haetera diaphana är en fjärilsart som beskrevs av Lucas 1857. Haetera diaphana ingår i släktet Haetera och familjen praktfjärilar. Inga underarter finns listade i Catalogue of Life.